# Das Reich von dieser Welt
Das Reich von dieser Welt (spanischer Originaltitel: El reino de este mundo) ist der zweite Roman des kubanisch-französischen Schriftstellers Alejo Carpentier. Es ist eines der wichtigsten Werke des Magischen Realismus in der karibischen und südamerikanischen Literatur.
Die spanische Originalausgabe erschien 1949 unter dem Titel El reino de este mundo. Die deutsche Erstausgabe erschien 1964 im Insel Verlag Frankfurt am Main.

## Handlung
Das Buch erzählt die Geschichte des Sklaven Ti Noel in der Zeit vor, während und nach der Haitianischen Revolution. Die Sklaven kämpfen, angeführt von Mackandal, einem Schwarzen, der die Gestalt verschiedener Tiere annehmen kann, um ihre Freiheit; der Vernunft der Weißen stellen sie ihren Glauben an Wunder und Magie entgegen. Dem erfolgreichen Kampf gegen die Vorherrschaft der Weißen folgt die Herrschaft des schwarzen, ehemaligen Sklaven Henri Christophe. Ti Noel wird erneut zu Zwangsarbeit herangezogen und erlebt erst spät – bereits als alter Mann – für kurze Zeit die Freiheit.

## Kritiken
„‚Das Reich von dieser Welt‘ ist einer der vollkommensten Romane, die in spanischer Sprache im 20. Jahrhundert geschrieben wurden.“